# Sant Jaume d'Alboquers
Sant Jaume d'Alboquers (antigament Sant Cugat d'Alboquers) és una església de Sant Bartomeu del Grau (Osona) protegida com a bé cultural d'interès local.

## Descripció
És una església d'una nau coberta amb volta de canó amb els murs fets de pedres irregulars i morter posteriorment arrebossat, tant a l'interior com a l'exterior. El mal estat de conservació de l'arrebossat contribueix a l'aspecte degradat de l'edifici. La coberta és de teula àrab en un teulat a doble vessant. Sobre la façana del mur occidental hi ha un campanar d'espadanya amb dues campanes, al qual se li ha adossat una petita cambra que protegeix les campanes i que no té accés des de l'interior de la nau. El terra de l'església està cobert de fusta d'ençà que la nau es va utilitzar com a escola després de la guerra del 1936.
Al campanar d'Espadanya de Sant Jaume d'Alboquers es conserven dues campanes. La gran està decorada amb una creu i la representació d'un bisbe sota d'una inscripció: ORA PRO NOBIS. La campana petita, que també presenta la inscripció ORA PRO NOBIS té representada la imatge d'un sant i a Sant Miquel pesant les ànimes. Aquesta campana porta també la inscripció: IOAN CLOS ALBOQUERS.

## Història
De fundació romànica, l'església era originàriament dedicada a Sant Cugat. Sufragània de Santa Eulàlia de Riuprimer des del segle xv, fou parròquia independent des del 1878.
Actualment és una església sense culte, depenent de Sant Bartomeu del Grau. Després de la Guerra Civil es va utilitzar la nau com a escola i després es va restablir el culte amb imatgeria nova que encara es conserva a la sagristia.
Sobre la porta d'entrada, al mur sud, hi ha una llinda ornamentada on, entre altres inscripcions mig desaparegudes es llegeix: PERA RIERA i BOQUES.
La campana petita va ser guardada durant la guerra a la secretaria de Sant Bartomeu del Grau i posteriorment retornada a l'església d'Alboquers.